# Климатски фактори
Климатски фактори представљају комплекс чинилаца који утичу на промјену соларне климе, тако што је мијењају у терестричну (физичку). Са еколошког аспекта, климатски фактори су фактори неживе природе који врше јак утицај на жива бића.

## Појам
Климатски фактори одређују основни карактер климе неке области. Стање климатских фактора у датом моменту чини вријеме одређеног мјеста, док просјечно стање времена указује на климу једне области. Према свом поријеклу и дејству на живе организме, климатски фактори су абиотички, односно фактори неживе природе. То је највећа група еколошких фактора, који дјелују комплексно, узајамно се условљавају и мијењају. Поред тога, климатски фактори утичу и на дејство свих осталих фактора, као што су едафски. Они мијењају примарни рељеф, узрокују ерозију и утичу на депоновање еродираног материјала. С друге стране, од њих у првом реду зависи распоред живих бића на површини земље и то у толикој мјери да је карактер и распоред вегетације по правилу индикатор климатских услова једне области. И живи свијет мијења неке одређене климатске факторе. У областима шума вегетација има јак утицај на климу, тако да је модификује у тзв. шумску климу, а ублажава и дејство ерозије.

## Подјела
Климатски фактори чине метеоролошке елементе, те стално варирају у простору и времену. Обухватају велики број утицаја, који дјелују непосредно и стално на сва жива бића у природи. У климатске факторе спадају: 
- географска ширина
- распоред копна и мора
- рељеф
- вегетација
- људске активности.

Поред наведених климатских фактора, за климатологију и метеорологију важни су и ови фактори: географска ширина и географска дужина, рељеф, вегетација, водене површине, тло и утицаји човјека.